# Неделище
46°23′ пн. ш. 16°23′ сх. д. / 46.38° пн. ш. 16.39° сх. д.
Неделище (хорв. Nedelišće) – громада і населений пункт в Меджимурській жупанії Хорватії.

## Населення
Населення громади за даними перепису 2011 року становило 11 975 осіб, 1 з яких назвав рідною українську мову. Населення самого поселення становило 4 320 осіб.
Динаміка чисельності населення громади:
Динаміка чисельності населення центру громади:

## Населені пункти
Крім поселення Неделище, до громади також входять: 
- Чречан
- Дуньковець
- Горній Хращан
- Горній Куршанець
- Мачинець
- Параг
- Прететинець
- Пущине
- Слаковець
- Трновець

## Клімат
Середня річна температура становить 10,32°C, середня максимальна – 24,81°C, а середня мінімальна – -6,30°C. Середня річна кількість опадів – 838,00 мм.
| Клімат поселення                              | Клімат поселення | Клімат поселення | Клімат поселення | Клімат поселення | Клімат поселення | Клімат поселення | Клімат поселення | Клімат поселення | Клімат поселення | Клімат поселення | Клімат поселення | Клімат поселення | Клімат поселення |
| Показник                                      | Січ.             | Лют.             | Бер.             | Квіт.            | Трав.            | Черв.            | Лип.             | Серп.            | Вер.             | Жовт.            | Лист.            | Груд.            |                  |
| Середній максимум, °C                         | 5,38             | 7,35             | 11,89            | 16,28            | 21,76            | 24,81            | 24,18            | 23,53            | 19,36            | 14,26            | 8,50             | 4,75             |                  |
| Середня температура, °C                       | −0,46            | 1,52             | 6,07             | 10,45            | 15,92            | 18,99            | 20,32            | 19,68            | 15,50            | 10,40            | 4,64             | 0,88             |                  |
| Середній мінімум, °C                          | −6,3             | −4,31            | 0,24             | 4,63             | 10,10            | 13,16            | 16,44            | 15,79            | 11,64            | 6,53             | 0,77             | −3               |                  |
| Норма опадів, мм                              | 40               | 43               | 55               | 65               | 72               | 96               | 88               | 91               | 82               | 76               | 75               | 55               |                  |
| Середньомісячна швидкість вітру, м/с          | 1.99             | 2.20             | 2.60             | 2.60             | 2.40             | 2.10             | 2.10             | 1.85             | 1.90             | 1.90             | 2.00             | 2.00             |                  |
| Середньомісячна сонячна радіація, кДж/м²·день | 4007             | 6742             | 10508            | 14971            | 18976            | 20809            | 21364            | 18622            | 13811            | 8642             | 4474             | 3247             |                  |
| --------------------------------------------- | ---------------- | ---------------- | ---------------- | ---------------- | ---------------- | ---------------- | ---------------- | ---------------- | ---------------- | ---------------- | ---------------- | ---------------- | ---------------- |
| Джерело:                                      |                  |                  |                  |                  |                  |                  |                  |                  |                  |                  |                  |                  |                  |